# Peter Blake (regatista)
Peter Blake (Auckland, Nueva Zelanda, 1 de octubre de 1948 - Macapá, Brasil, 5 de diciembre de 2001) fue un regatista neozelandés. Como patrón, ganó una vez la Vuelta al mundo a vela y ostentó el Trofeo Julio Verne entre 1994 y 1997. Como director de equipo, ganó dos veces la Copa América.
Fue asesinado por un grupo de piratas en 2001 cuando su barco, el "Seamaster", fue asaltado mientras se encontraba anclado en el delta del Río Amazonas durante una expedición del programa de las Naciones Unidas para el Medio Ambiente.
En 1995 fue nombrado caballero comendador de la Orden del Imperio Británico, y en 2000 recibió un doctorado honoris causa de la Auckland University of Technology.

## Vuelta al mundo
Participó en la primera edición de la Vuelta al mundo a vela (1973-74) a bordo del "Burton Cutter" que patroneaba Les Williams. En la siguiente edición (1977-78) volvió a ser parte de la tripulación del yate patroneado por Les Williamsde, el "Heaths Condor" en esta ocasión. En la siguiente edición (1981-82) ya compitió como patrón de su propio barco, el "Ceramco New Zealand", un sloop de 68 pies diseñado por Bruce Farr, y en la siguiente (1985-86) repitió como patrón, esta vez del "Lion New Zealand". Por fin, en la quinta edición de la regata, Peter Blake ganó con el "Steinlager 2".

## Copa América
En la Copa América de 1992 fue el director del equipo New Zealand Challenge que perdió la final de la Copa Louis Vuitton. En la siguiente edición, la de 1995, Blake volvió a dirigir otro equipo, esta vez el Team New Zealand, que con su yate "Black Magic" ganó primero la Copa Louis Vuitton al "OneAustralia" y luego la Copa América al "Young America" de Dennis Conner. Con el mismo equipo Blake retuvo la Copa América ante los italianos del Luna Rossa Challenge en la defensa del año 2000.